# Православна Церква Успіння Пресвятої Богородиці (Краків)
Церква Успіння Пресвятої Богородиці (пол. Cerkiew Zaśnięcia Najświętszej Maryi Panny (Zaśnięcia Przenajświętszej Bogurodzicy))- православна парафіяльна церква, розташована у Кракові у Старому Місті за адресою: вул. Шпитальна, 24.
Церква внесена в реєстр пам'яток Малопольського воєводства під охоронним № А-543.
Святиня належить до Краківського деканату Лодзько-Познанської епархії Польської Автокефальної православної церкви.

## Історія
Православна пастирська установа, заснована у Кракові у 1918 році у гарнізонному храмі Війська Польського. Перша церква була створена в колишній школі верхової їзди на вулиці Любич. Потім була перенесена у великі зали казарми на площі у Гроблах.
Після початку Другої світової війни гітлерівці виселили парафію з казарм. Відразу почали шукати нове приміщення. Інтерес викликала синагога Ахават Раїм на вул. Шпитальній, яка використовувалась як столярня. У 1940 році, після переговорів з новим власником, будівлю отримала православна парафія, яка переробила інтер'єр синагоги на церкву.
Після війни, на будівлю висунула претензії Конгрегація віри єврейської у Кракові, яка хотіла організувати синагогу для єврейського гарнізону солдат і офіцерів, які служили в Кракові. Претензії були відхилені, і будівля офіційно передана у власність православної парафії Успіння Пресвятої Богородиці.
Наприкінці 60-х років XX століття за ініціативою о. Лагоцкого і церковного старости Міхала Кубіцкого почали ремонт і відновлення церкви, який був завершений у 1984 році. Відремонтовану святиню освятив Митрополит Савва. У 1990-х роках було покладено поліхромію у церковній трапезній. Наприкінці 2006 року над дверима церкви встановлено купол.

## Опис церкви

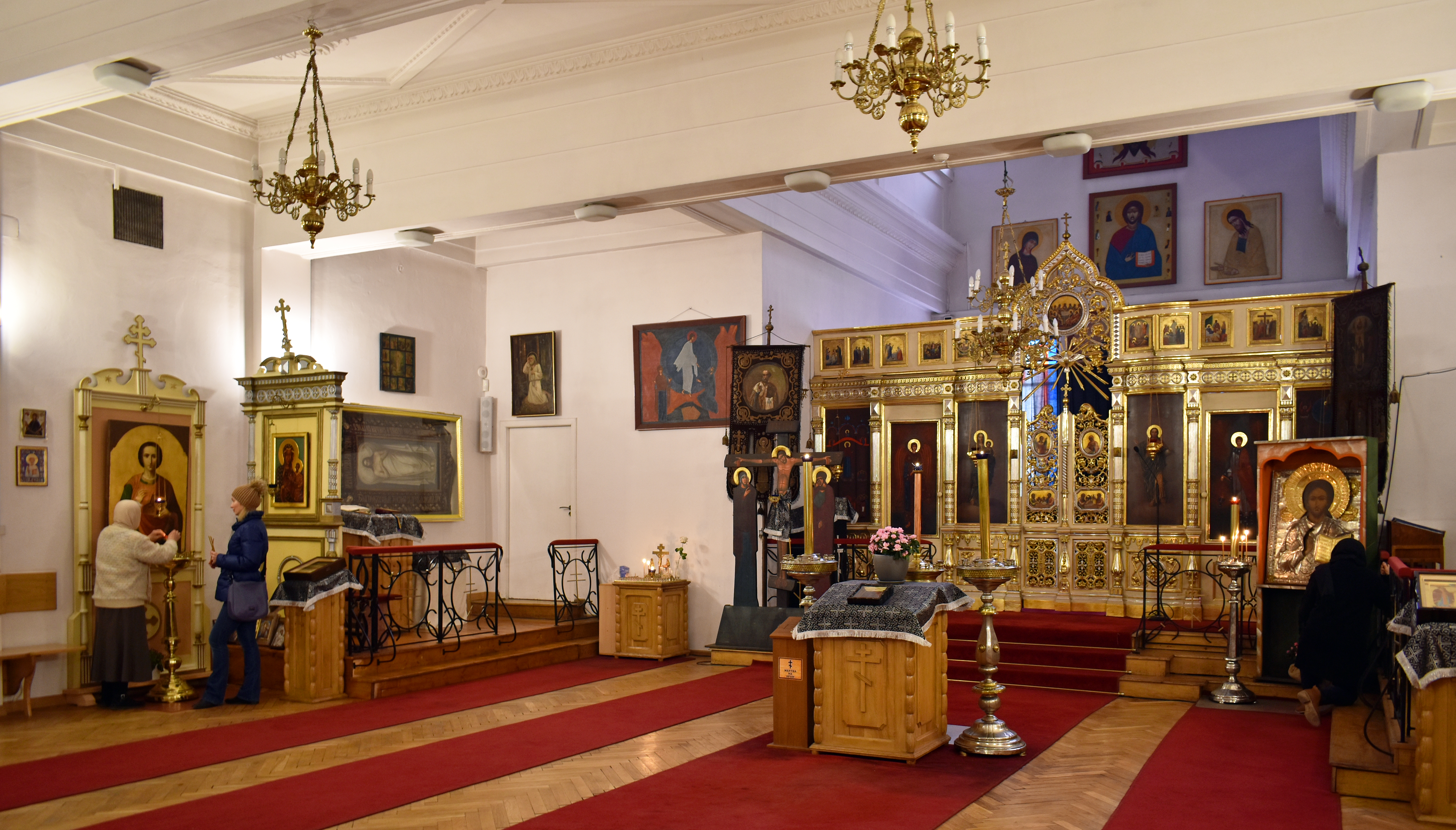
Інтер'єр церкви

Краківська православна святиня зовні не нагадує традиційну церкву, бо розташована у будинку. При адаптації, однак, піклувалися щоб церква відповідала до вимог законів і звичаїв церкви.
Вхід до церкви веде безпосередньо зі сходів великого холу, який виконує тут водночас роль бабинця, як і західного входу до святині. Під час перебудови об'єкту перед сходами установлено стіну з дугоподібними вхідними отворами, яка була покрита поліхромією (авторства професора Єжи Новосельського), які зображують Богородицю в оточенні пророків. Великий зал на першому поверсі являє головний неф. У так званому «готичному залі», який представляє велику художню цінність, міститься іконостас, виконаний Єжи Новосельським.
Інтер'єр церкви прикрашений багатьма іконами, однаково історичними (у тому числі XIX ст., представляючими святого Миколая і святого Серафима Саровського), так і сучасними, авторства Єжи Новосельського (які представляють Богоматір, св. Іоана Євангеліста, чи сцени з життя св. Миколая Чудотворця). Голгофа, що є в церкві, є також справою Єжи Новосельського. Над Голгофою знаходяться копії ікон (виконані Стефаном Вишневським): Богоматері «Всіх Засмучених Радість», а також Святих Кирила і Мефодія.
За вівтарем є вітражі, виконані краківськими художниками скла.
На другому поверсі знаходиться церковна трапезна, покрита поліхромією авторства професорів Єжи Новосельського і Богдана Котарби, які представляють почет польських святих.